# Tour Championship
Tour Championship – profesjonalny turniej snookera, który po raz pierwszy odbył się w 2019 roku. W wydarzeniu bierze udział dwunastu (poprzednio ośmiu) graczy z najwyższą pozycją na rocznej liście rankingowej, która odzwierciedla wygrane pieniężne w turniejach rankingowych od początku sezonu. Tour Championship to trzeci i ostatni turniej w Players Series, po World Grand Prix i Players Championship. Pula nagród wynosi 380 000 funtów, a zwycięzca otrzyma 150 000 funtów. Turniej transmitowany jest przez stację ITV Sport w Wielkiej Brytanii i Eurosport w pozostałych krajach europejskich. Mistrzem jest John Higgins, który wygrał turniej Tour Championship w 2025, pokonując w finale Marka Selbiego 10–8.

## Historia
Utworzenie turnieju ogłoszono w kwietniu 2018, a jego pierwsza edycja miała się odbyć w marcu 2019. Wydarzenie zorganizowano jako trzecie i ostatnie wydarzenie w ramach Coral Cup (obecnie Players Series), turniejów sponsorowanych przez bukmacherów Coral. W turniejach biere udział coraz mniejsza liczba zawodników – w pierwszym wydarzeniu, World Grand Prix, 32 uczestników, w Players Championship – 16. Tour Championship to turniej z najmniejszą liczbą miejsc ze wszystkich turniejów w kalendarzu – bierze w nim udział zaledwie 12 graczy.
Pierwsza edycja turnieju odbyła się w 2019 roku w Venue Cymru w Llandudno w Walii, po tym jak w 2019 roku zawody Players Championship przeniesiono z Llandudno do Preston. Turniej Tour Championship 2019 był pierwszym wydarzeniem od UK Championship 2010 (poza Mistrzostwami Świata w Snookerze), w którym każdy mecz rozgrywano w kilku sesjach, z dwoma w ćwierćfinałach i półfinałach oraz trzema sesjami w finale. Finał rozgrywany w systemie „najlepszy z 25 frejmów”, który odbył się 23 i 24 marca, był pierwszym tak długim lub dłuższym meczem niebędącym meczem o mistrzostwo świata od finału UK Championship 1992. W finale w 2019 roku spotkali się Ronnie O’Sullivan i Neil Robertson, którzy dwa tygodnie wcześniej spotkali się również w finale Players Championship. O’Sullivan prowadził 5–3 po pierwszej sesji, a później wygrał cały mecz i cały turniej 13–11. Dzięki temu zwycięstwu O’Sullivan zdobył także Coral Cup na sezon 2018/19.
Termin i miejsce turnieju Tour Championship 2020 zostały zmienione ze względu na pandemię COVID-19. Mecze również zostały skrócone i wszystkie rozgrywano w formacie 17 lub 19 frejmów. Pierwotnie turniej miał się odbywać od 17 do 22 marca 2020, ale rano pierwszego dnia został przełożony. 5 czerwca 2020 ogłoszono przełożenie turnieju na 20-26 czerwca 2020 i przeniesieni się do Marshall Arena w Milton Keynes w Anglii. Z powodu pandemii Ding Junhui nie mógł wziąć udziału i zastąpił go Stephen Maguire. Maguire dotarł do finału, w którym pokonał Marka Allena 10–6, zdobywając tym samym swój pierwszy tytuł rankingowy od Welsh Open 2013.
W 2021 turniej również odbył się bez udziału publiczności, ale miał miejsce w ośrodku Celtic Manor Resort w Newport w Walii, a wszystkie mecze rozgrywano w systemie do 10 wygranych partii. Broniący tytułu mistrzowskiego Maguire nie zakwalifikował się do wydarzenia, ponieważ nie zdobył wystarczającej liczby punktów rankingowych w trakcie sezonu. W finale zmierzyli się dwaj zawodnicy, którzy rywalizowali w imprezie w 2019 roku, Robertson i O’Sullivan. Robertson wygrał pokonując rywala w finale 10–4/ O’Sullivan skomentował, że nie jest w stanie konkurować z występem Robertsona, mówiąc: „Nigdy nie widziałem nikogo grającego tak dobrze”.
Turniej ten, podobnie jak inne turnieje z serii Players Series, w 2023 roku był sponsorowany przez Duelbits. Sponsorem wydarzenia w 2024. była firma Johnstone’s Paint.

## Zwycięzcy
| Rok  | Zwyciezca         | Finalista         | Wynik | Miejsce             | Miasto                 | Sezon   | Przypisy             |
| ---- | ----------------- | ----------------- | ----- | ------------------- | ---------------------- | ------- | -------------------- |
| 2019 | Ronnie O’Sullivan | Neil Robertson    | 13–11 | Venue Cymru         | Llandudno, Wales       | 2018/19 | [ 22 ] [ 23 ] [ 24 ] |
| 2020 | Stephen Maguire   | Mark Allen        | 10–6  | Marshall Arena      | Milton Keynes, England | 2019/20 | [ 25 ] [ 26 ] [ 27 ] |
| 2021 | Neil Robertson    | Ronnie O’Sullivan | 10–4  | Celtic Manor Resort | Newport, Wales         | 2020/21 | [ 28 ] [ 29 ] [ 30 ] |
| 2022 | Neil Robertson    | John Higgins      | 10–9  | Venue Cymru         | Llandudno, Wales       | 2021/22 | [ 31 ] [ 32 ]        |
| 2023 | Shaun Murphy      | Kyren Wilson      | 10–7  | Bonus Arena         | Hull, England          | 2022/23 | [ 33 ] [ 34 ]        |
| 2024 | Mark Williams     | Ronnie O’Sullivan | 10–5  | Manchester Central  | Manchester, England    | 2023/24 | [ 35 ] [ 36 ] [ 37 ] |
| 2025 | John Higgins      | Mark Selby        | 10–8  | Manchester Central  | Manchester, England    | 2024/25 | [ 38 ] [ 39 ] [ 40 ] |